# D.J. Funderburk
Derek James Funderburk Jr., detto D.J. (Cleveland, 12 aprile 1997), è un cestista statunitense.